# Seznam kulturních památek v Terezíně
Tento seznam nemovitých kulturních památek ve městě Terezín v okrese Litoměřice vychází z  Ústředního seznamu kulturních památek ČR, který na základě zákona č. 20/1987 Sb., o státní památkové péči, vede Národní památkový ústav jako ústřední organizace státní památkové péče. Údaje jsou průběžně upřesňovány, přesto mohou obsahovat i řadu věcných a formálních chyb a nepřesností či být neaktuální. 
Pokud byly některé části dotčeného území vyčleněny do samostatných seznamů, měly by být odkazy na tyto dílčí seznamy uvedeny v úvodu tohoto seznamu nebo v úvodu příslušné sekce seznamu.

## Terezín

### Hlavní pevnost – opevnění
| Památka                                     | Fotografie                                                          | Rejstříkové číslo v ÚSKP                                                             | Sídelní útvar                                               | Poloha                                | Popis a poznámky |
| ------------------------------------------- | ------------------------------------------------------------------- | ------------------------------------------------------------------------------------ | ----------------------------------------------------------- | ------------------------------------- | --- |
| Hlavní pevnost – úplné opevnění (Q38148211) | \| \| \| \| \| \|                                                   | 11613/5-2344 Pam. katalog MIS                                                        | Terezín                                                     | 50°30′33,17″ s. š., 14°8′48,04″ v. d. | Pevnost - Hlavní pevnost, úplné opevnění (podrobný rozpis pod tabulkou) · Zapsáno do státního seznamu před rokem 1988. |
|                                             | Kategorie „Fortification of Terezín Fortress “ na Wikimedia Commons | Hledat fotografie a kategorie ve Wikimedia Commons podle rejstříkového čísla památky | Nahrát snímek k tomuto tématu do úložiště Wikimedia Commons |                                       | |

- parc. 204/2 (jen východní část parcely, bez staveb): kurtina bastionů VIII a I s Horní vodní branou
- parc. 206 (bez staveb), parc. 221/1 (jen východní část parcely, bez staveb), parc. 221/2 (bez staveb): bastion č. VIII s kavalírem
- parc. 221/1 (jen východní část parcely, bez staveb), parc. 221/2 (bez staveb, bez stavby trafostanice), parc. 223 (pouze jižní a jihovýchodní část parcely): kurtina bast. VII a VIII, s Dolní vodní branou
- parc. 270, parcely 271, 272 a 273 bez staveb: bastion č. VII
- parc. 279, 281/1, 281/2, 292, 294, 460, 467, 469, 471, 472/1, 475/1, 475/3, 475/4, 476, 491, 498, 500/13, 505, 506/10, 506/11, 507/19–507/21, 513, 514, 515/1–515/3, 525, 526/1, 527/1, 527/2, 529/1, 529/2, 532/1, 532/4, 532/5, 532/11, 532/12, 532/35–532/50: vodní příkop s kynetou fronty bastionů č. I, II, III, IV, V, VI, VII
- parc. 280: bastion VI s kavalírem, kurtina bastionů č. V a VI s kasematy bývalé Litoměřické brány, a bastionů č. VI a VII
- parc. 282, 283 (bez staveb), 284, 285: ravelin č. XIX s reduitem
- parc. 286: kaponiéra shromaždiště č. XXXIV,
- parc. 286: vodní příkop s kynetou fronty ravel. č. XVIII,
- parc. 286: kontrg. č. XXII a rav. č. XIX
- parc. 287, 288: shromaždiště č. XXXIV s lunetou vč. glacisů
- parc. 288: Shrom. č. XXXV a XXXVI s lun. vč. gl.,
- parc. 288: Kaponiéra shrom. č. XXXVI,
- parc. 288: kryté cesty shrom. č. XXXIII a XXXIV vč. glac., shrom. č. XXXIV a VVVV vč. gl. a č. XXXV vč. gl.,
- parc. 288: vodní příkop
- parc. 289, 288: shromaždiště č. XXXIII s lunetou (zbořeným strážním domkem) včetně glacisu,
- parc. 289: Shrom. č. XXXIV, XXXV a XXXVI s lunetami vč. glacisů,
- parc. 289: kryté cesty shrom. č. XXXIII a XXXIV vč. glacisu,
- parc. 289: shrom. č. XXXIV a VVVV vč. gl. a č. XXXV vč. gl.,
- parc. 289: envelopa shrom. č. XXXVII
- parc. 290 a 291: bastion VI. s kavalírem
- parc. 292: kleště XIV včetně zemního kufru,
- parc. 292: Ravelin č. XX s retranchementem,
- parc. 292: Kurtina bastionů č. VI a VII,
- parc. 292: Dvoukaponiéra kleští č. XVI,
- parc. 293: Kaponiéra shrom. č. XXXV, XXXVI, vodní příkop s kynetou ravel. č. XX
- parc. 294: Shromaždiště č. XXXVI s lunetou vč. glacisu,
- parc. 294: envelopa shrom. č. XXXVII
- parc. 295: Luneta č. XXIV, Batardeaux levé, vodní příkop s kynetou lun. č. XXVI
- parc. 296: prachárna, Bastion č. VII
- parc. 297/1: Bastion č. VII, Kurtina bastionů č. VI a VII, a č. VII a VIII s Dolní vodní branou
- parc. 297/2: Kurtina bastionů VII a VIII s Dolní vodní branou
- parc. 298: Batardeaux bastionu č. VII,
- parc. 298, 299/2, 302, 303/1, 303/2: vodní příkop s kynetou fronty bast. č. I, VII a VIII,
- parc. 298, 299/2, 300, 301/1, 301/2, 305, 306: envelopa bast. č. I, VII, VIII
- parc. 299/1, 301/2: Luneta č. XXIV
- parc. 299/2, 301/1: vodní příkop s kynetou lun. č. XXVI,
- parc. 301/2: Batardeaux ve špici
- parc. 302: most kurtiny bast. č. VIII a VII
- parc. 304: Koryto Nové Ohře, most
- parc. 304: Batardeaux bast. č. I
- parc. 307/1, 310/2, 311, 313/2: vodní příkop s kynetou envelopy lun. č. XXXVII
- parc. 307/2–307/4, 308, 309, 310/1, 312/1, 312/2, 313/1, 318, 319, 320/1, 321/1–321/5, 321/5–321/9, 322/1, 322/2, 323, 324, 325/1–325/6, 326, 327, 328, 329/4, 330, 400: prostor Dolního retranchementu
- parc. 307/1: Bastion č. VI
- parc. 313/3–313/12, 314: envelopa lunety č. XXXVII
- parc. 315: Batardeaux levé lunety č. XXXVII
- parc. 315: vodní příkop lun. č. XXXVII, most
- parc. 316: Luneta č. XXXVII
- parc. 318, 319, bez staveb 321/7 a 321/8: stodola
- parc. 325/1–325/6: Kurtina bast. č. V a VI
- parc. 327, 328, 330: Bastion č. IV
- parc. 327, 328: Kurtina bastionů č. IV a V
- parc. 329/1, 329/3, 329/5, 398/1, 398/2: Bastion č. III
- parc. 329/2, 329/5, 329/6: Koryto Staré Ohře
- parc. 355, 356, 357, 358/1, 358/2, 661, 662, 712, 713/1–713/3: východní glacisy
- parc. 360/1, 360/2, 361–384, 385/1, 385/2, 386/1, 386/2, 387–390, 391/1–391/6, 392, 714: Trávčická kotlina
- parc. 395: Horní retranchement - Ochranný val s glacisem
- parc. 397: prachárna
- parc. 398/1: Bastion č. II
- parc. 398/1: Kurtina bastionů
- parc. 329/1, 329/3, 331, 332, 398/1–398/36, 398/39, 398/40, 399, 401/1–401/5, 402, 403/1–403/12, 404, 405/1–405/37, 406/1–406/8, 407, 408/1–408/3, 409, 410, 414–425, 426/2–426/6, 430/1–430/3, 431/1, 431/2, 432, 434/1–434/4, 435, 436/1–436/3, 437–440, 441/1–441/7, 442, 444, 445: prostor Horního retranchementu
- parc. 398/37
- parc. 393, 394, 395, 396, 411, 428: Horní retranchement - vodní příkop s kynetou fronty bast. č. I, II, III
- parc. 412: Horní retranchement - Bastion č. II s prachárnou
- parc. 412, 413: Horní retranchement, Kurtina bastionů č. I a II
- parc. 426/1, 428, 412: Horní retranchement - Bastion č. I
- parc. 426/2, 426/3, 427, 429/1, 429/2, 430/2–430/7, 431/2, 432, 433/1–433/4: envelopa lunety č. XXXVII
- parc. 432: vodní příkop s kynetou envelopy lunety č. XXXVII
- parc. 443, 444, 445: Luneta č. XXXVII
- parc. 443, 446/1, 446/2: vodní příkop lunety č. XXXVII
- parc. 443: envelopa lunety č. XXXVII
- parc. 446/1, 446/2: Batardeaux ve špici lunety č. XXXVII
- parc. 447, 447, 452, 454/1, 454/2: envelopa bast. č. I, VII, VIII
- parc. 449/1, 449/2, 455, 456, 457, 458: vodní příkop s kynetou fronty bast. č. I, VII a VIII
- parc. 450, 451/1–451/3: Bastion č. VIII s kavalírem
- parc. 452: most kurtiny bast. č. I a VIII
- parc. 453: Kurtina bastionů VIII a I s Horní vodní branou
- parc. 454/1, 459: Luneta č. XXIII
- parc. 459: pravé Batardeaux
- parc. 459: vodní příkop s kynetou lun. č. XXIII
- parc. 460: Dvoukaponiéra kleští č. IX
- parc. 461: envelopa a šíp lunety č. XXIII včetně glacisu
- parc. 462/1–462/6, 463/1: Bastion č. I
- parc. 462/3: prachárna
- parc. 463/1: Bastion č. II
- parc. 463/1: Kurtina bast. I a II, II a III s kasematy bývalé Bohušovické (Pražské) brány, č. VIII a I s Horní vodní branou
- parc. 463/1: Batardeaux bastionu č. I
- parc. 463/3: Kurtina bastionů II. a III. s kasematy bývalé Bohušovické (Pražské) brány
- parc. 464, 465: Shromaždiště č. XXV včetně glacisu
- parc. 464, 465: Shromaždiště č. XXVI se strážním domkem vč. glacisu
- parc. 464, 465: Shromaždiště č. XXVII s lunetou vč. glacisu
- parc. 464, 465: krytá cesta shromaždiště č. XXV a XXVI vč. glacisu,
- parc. 464, 465: krytá cesta shromaždiště č. XXVI a XXVII vč. gl.,
- parc. 464, 465: krytá cesta shromaždiště č. XXVII a XXVIII vč. gl.
- parc. 464: envelopa a šíp lunety č. XXIII vč. glacisu
- parc. 465: Luneta č. XXIII
- parc. 465: Batardeaux lunety ve špici, envelopa a šíp
- parc. 466, 467, 468, 469, 472/1: Kleště č. IX včetně zemního kufru
- parc. 476: mosty
- parc. 470, 471, 472/1: Dvoukaponiéra kleští č. IX
- parc. 471, 476: Dvoukaponiéra kleští č. X
- parc. 471: Kaponiéra shrom. č. XXVI
- parc. 472/1–472/3: Ravelin č. XV s retranchementem
- parc. 473: Kaponiéra shrom. č. XXV, XXVI
- parc. 473: vodní příkop s kynetou ravelinu č. XV
- parc. 474: Bastion č. II s Kavalírem
- parc. 475/1, 475/2, 475/5, 476: Kleště č. X včetně zemního kufru
- parc. 476, 477, 478, 479/1, 481: Ravelin č. XVI s reduitem
- parc. 476: Kurtina bast. II. a III. s kas. býv. brány
- parc. 479/1–479/3, 480, 659/1, 659/4: krytá cesta shrom. č. XXVII a XXVIII vč. glacisu
- parc. 479/1–479/3, 481, 482: vodní příkop s kynetou fronty ravel. č. XVI
- parc. 479/1–479/2, 481, 482: kontrg. č. XXI a rav. č. XVII
- parc. 479/3: kontrg. č. XXII a rav. č. XIX
- parc. 479/4
- parc. 482: Kaponiéra shrom. č. XXVII
- parc. 483: Shromaždiště č. XXVII s lunetou včetně glacisu
- parc. 484, 485/1, 485/4, 491, 492, 493: Kleště č. X vč. zemního kufru
- parc. 484, 485/3, 489, 490: Ravelin č. XVI s reduitem
- parc. 484, 485/2, 486/1, 487, 488/1, 488/2, 502/1, 503/1, 504, 656, 657, 658, 659/1, 659/2, 659/4, 660: Shromaždiště č. XXVIII s lunetou a se strážním domkem čp. 314, včetně glacisu
- parc. 484, 485/4, 494: Kurtina bastionů II. a III. s kasematy bývalé Bohušovické (Pražské) brány
- parc. 484, 485/1, 498: Dvoukaponiéra kleští č. X
- parc. 484, 488/2: krytá cesta shrom. č. XXVII a XXVIII vč. glac.
- parc. 484, 488/2: krytá cesta shrom. č. XXVIII a XXIX vč. glac.
- parc. 484: vodní příkop
- parc. 484, 485/1, 485/2, 485/3: mosty
- parc. 485/1, 499/2: vodní příkop s kynetou fronty ravel. č. XVI
- parc. 485/1: kontrg. č. XXI a rav. č. XVII
- parc. 494, 495/1, 495/2, 496, 497/1–497/3, : Bastion III. s rentranchementem
- parc. 499/1, 500/1–500/4, 500/6–500/12, 503/1, 503/3–503/5, 512/1, 512/2, 516, 517, 519/1, 519/2, 566: Ravelin č. XVII s reduitem
- parc. 499/1, 499/2: Kontrgarda č. XXI
- parc. 499/2: kontrg. č. XXII a rav. č. XIX
- parc. 500/1, 500/5, 502/1, 503/1, 504, 616, 617, 622/4–622/6, 623, 624, 657: Shromaždiště č. XXIX s lunetou včetně glacisu
- parc. 500/1, 500/9, 500/13, 506/1, 512/1, 512/2, 515/3: Dvoukaponiéra kleští č. XI
- parc. 500/1, 501, 503/5: Kaponiéra shromaždiště č. XXIX
- parc. 501: Kaponiéra shromaždiště č. XXVIII
- parc. 500/1, 512/1–512/3: krytá cesta shrom. č. XXXIX a XXX vč. glacisu
- parc. 500/1: vodní příkop
- parc. 500/3, 500/4, 501: vodní příkop s kynetou fronty ravel. č. XVI
- parc. 500/3: kontrg. č. XXI a rav. č. XXVII
- parc. 500/4, 501: kontrg. č. XXI a rav. č. XVII
- parc. 505, 508, 514: Kurtina bastionů č. III a IV
- parc. 505, 506/1–506/12, 507/1–507/21, 509, 511, 512/1, 512/2, 513, 514: Kleště č. XI. včetně zemního kufru
- parc. 508, 509, 510/1, 510/2, 511: Kurtina bastionů č. III a IV
- parc. 509, 510/1, 510/2: Bastion IV. s kavalírem
- parc. 512/1, 515/4: vodní příkop s kynetou fronty ravel. č. XVI
- parc. 512/1: kontrg. č. XXI a rav. č. XVII
- parc. 515/1, 515/2, 515/4, 519/1, 519/2, 563/1, 563/9, 563/10, 564, 565: Shromaždiště č. XXX s lunetou včetně glacisu
- parc. 515/1: Kaponiéra shrom. č. XXX
- parc. 515/1, 515/4: kontrg. č. XXI a rav. č. XVII
- parc. 502/1–502/3, 503/1, 503/2, 503/5, 616, 617, 618, 619, 620, 622/4–622/6, 623, 624 625/1–625/13, 626/1–626/41, 627–653, 654/1–654/6, 655, 656, 657, 660: krytá cesta shrom. č. XXVIII a XXIX včetně glacisu
- parc. 515/4, 564–568, 569/1–569/7, 577, 592/2, 593, 595, 597, 602, 604, 605, 607, 608, 610, 612, 614, 615, 622/6, 624: krytá cesta shrom. č. XXXIX a XXX vč. glacisu
- parc. 515/2, 519/1, 519/2, 520/2, 526/2, 527/2, 562, 563/1, 563/2, 563/7, 563/8: krytá cesta shrom. č. XXX a XXXI vč. glacisu
- parc. 519/1, 519/2, 520/1, 551/1, 551/2, 552/1, 553/2, 554/1–554/15, 558, 559, 560, 563/3, 563/4, 563/5, 593: krytá cesta shrom. č. XXXI a XXXII vč. glacisu
- parc. 519/1, 519/2, 520/1, 537, 538, 549/1, 552/1, 552/2, 553/1: krytá cesta shrom. č. XXXII a XXXIII vč. glacisu
- parc. 519/1, 519/2: vodní příkop
- parc. 515/5, 520/3
- parc. 518/1–518/4: Bastion IV. s kavalírem
- parc. 519/1, 519/2, 520/2, 526/1, 526/2, 527/2, 562, 563/1, 563/2, 563/6: Shromaždiště č. XXXI s lunetou včetně glacisu
- parc. 519/1, 519/2, 520/1, 551/1, 551/2, 552/1, 552/2, 553/2: Shromaždiště č. XXXII s lunetou včetně glacisu
- parc. 520/1, 521: Kaponiéra shrom. č. XXXI, XXXII
- parc. 521: Kaponiéra shrom. č. XXXIII
- parc. 521: vodní příkop s kynetou fronty ravel. č. XVIII, kontrg. č. XXII a rav. č. XIX
- parc. 522, 523, 524: Ravelin č. XVIII. s reduitem
- parc. 522: Kontrgarda č. XXII
- parc. 525, 526/1, 527/1: Dvoukaponiéra kleští č. XII
- parc. 525, 549/1, 592/1: Dvoukaponiéra kleští č. XIII
- parc. 528/1, 528/2, 529/1, 529/2: Kleště č. XII včetně zemního kufru
- parc. 530/1: Bastion IV. s kavalírem
- parc. 530/1, 530/2, 531: Bastion č. V s retranchementem
- parc. 530/1, 530/2: Kurtina bastionů č. IV a V
- parc. 530/2: Kurtina bastionů č. V a VI s kas. býv. Litoměřické brány
- parc. 279, 532/1–532/10, 532/13–532/34, 549/1: Kleště č. XIII. včetně zemního kufru
- parc. 533, 549/1: Ravelin č. XIX. s reduitem
- parc. 534, 535, 536, 549/1, 553/1: Shromaždiště č. XXXIII s lunetou (zbořeným strážním domkem) včetně glacisu
- parc. 539, 540, 541, 543, 544, 545: Bastion č. V s retrachementem
- parc. 549/1: Kurtina bastionů č. VII a VIII
- parc. 549/1: vodní příkopy s kynetami, mosty, envelopa bast.
- parc. 275/2, 548, 549/2, 550, 555, 556, 557/1, 557/2, 557/3, 663, 664, 665/1, 665/3, 665/9–26, 665/29–31, 666, 667/1–667/4, 669–673: Litoměřická kotlina včetně historické cesty
- parc. 566: vodní příkop s kynetou fronty ravel. č. XVI, kontrg. č. XXI a rav. č. XVII
- parc. 665/1, 665/14, 666: Shromaždiště č. XXXIII s lunetou (zbořeným strážním domkem) včetně glacisu
- parc. 665/1, 665/14: krytá cesta shrom. č. XXXII a XXXIII vč. glacisu,
- parc. 668: Shromaždiště č. XXXIII s lunetou vč. glacisu
- parc. 668: Shrom. č. XXXIV, XXXV a XXXVI s lunetami vč. glacisů
- parc. 668: kryté cesty shrom. č. XXXIII a XXXIV vč. glacisu
- parc. 668: shrom. č. XXXIV a VVVV vč. gl. a č. XXXV vč. gl., envelopa a šíp lunety
- parc. 668: envelopa shrom. č. XXXVII
- parc. 678 a 679: envelopa a šíp lunety č. XXIV včetně glacisu
- parc. 680, 681, 682: Koryto Nové Ohře
- parc. 683: Dolní retranchement – envelopa bastionů č. IV, V, VI včetně glacisu
- parc. 684/1, 684/2, 688, 689/1, 689/2: předpolí Dolního retranchementu
- parc. 685/1–685/16, 687, 690/1, 690/2, 691, 692, 693: Dolní retranchement - envelopa bast. č. IV, V, VI včetně glacisu
- parc. 686: Severní šíp
- parc. 687: Severní šíp včetně glacisu
- parc. 687: Dvoukaponiéra severního šípu
- parc. 694/1, 694/2, 694/3, 694/5, 694/6, 696, 698, 699, 700/1–700/5: Dolní retranchement – Bastion č. VI
- parc. 695
- parc. 700/1, 701, 702/1, 702/2: Dolní retranchement – Bastion č. V
- parc. 700/1: most kurtiny bastionů č. V a VI
- parc. 700/2: Kurtina bastionů č. IV a V
- parc. 700/5, 703, 705, 706: vodní příkop s kynetou fronty bastionů č. IV, V, VI
- parc. 704, 705, 706: most kurtiny bast. č. IV, V
- parc. 701: prachárna
- parc. 706: Dolní retranchement – Batardeaux bastionu č. IV
- parc. 707, 708, 709/1–709/6: Stará Ohře
- parc. 710/1–710/4, 711/1, 711/4, 711/5, 712, 713/1–713/3: Českokopistská kotlina
- parc. 715, 716, 717/1, 717/2, 718–726, 727/1–727/4, 728, 729/1, 729/2: Horní kotlina
- parc. 717/1, 717/2, 723, 725, 726, 727/3, 727/4, 728: Ochranný val s glacisem
- parc. 731: Koryto Nové Ohře
- parc. 734: Shromaždiště č. XXV. včetně glacisu
- parc. 734: krytá cesta shrom. č. XXV a XXVI vč. glacisu
- parc. 732/1, 732/2, 733/1, 733/2: 734, 735: envelopa a šíp lunety č. XXIII včetně glacisu
- parc. 739: Shromaždiště č. XXVI se strážním domkem včetně glacisu
- parc. 740, 741: Shromaždiště č. XXVII s lunetou včetně glacisu
- parc. 738/1, 739, 740, 741, 743/1, 743/2, 743/3: krytá cesta shrom. č. XXVI a XXVII vč. glacisu
- parc. 738/12, 740, 741: krytá cesta shrom. XXVII a XXVIII včetně glacisu
- parc. 744/1–744/3, 744/8–744/47, 744/63–744/87: shromaždiště č. XXVIII s lunetou a se strážním domkem, včetně glacisu
- parc. 759/1, 759/2: Batardeaux bast. č. VI,
- parc. 759/1, 759/2: vodní příkop s kynetou fronty bast. č. IV, V, VI
- parc. 758, 759/1, 759/2, 760: Kurtina bast. č. IV a V,
- parc. 760: most kurtiny bast. č. V a VI
- parc. 761, 767: envelopa a šíp lun. č. XXVI včetně glacisu
- parc. 733/1, 733/2, 736/1, 736/3, 737, 738/1–738/14, 742, 744/1–744/3, 744/5–744/7, 744/48–744/67, 745, 746/1, 746/2, 746/3, 747/1–747/44, 748, 749, 750/1–750/7, 751/1, 751/2, 752, 753, 755, 756, 757/1, 757/2, 763, 764, 765, 766, 767, 768, 769, 770, 771, 772, 773, 774, 775: Bohušovická kotlina
- parc. 744/4, 817, 818, 819, 939

### Terezín-střed
|  |  | Hledat fotografie a kategorie ve Wikimedia Commons podle rejstříkového čísla památky | Nahrát snímek k tomuto tématu do úložiště Wikimedia Commons |  |

|  | Kategorie „Church of the Resurrection of Christ in Terezín “ na Wikimedia Commons | Hledat fotografie a kategorie ve Wikimedia Commons podle rejstříkového čísla památky | Nahrát snímek k tomuto tématu do úložiště Wikimedia Commons |  |

|  |  | Hledat fotografie a kategorie ve Wikimedia Commons podle rejstříkového čísla památky | Nahrát snímek k tomuto tématu do úložiště Wikimedia Commons |  |

|  |  | Hledat fotografie a kategorie ve Wikimedia Commons podle rejstříkového čísla památky | Nahrát snímek k tomuto tématu do úložiště Wikimedia Commons |  |

|  | Kategorie „Town hall in Terezín “ na Wikimedia Commons | Hledat fotografie a kategorie ve Wikimedia Commons podle rejstříkového čísla památky | Nahrát snímek k tomuto tématu do úložiště Wikimedia Commons |  |

|  |  | Hledat fotografie a kategorie ve Wikimedia Commons podle rejstříkového čísla památky | Nahrát snímek k tomuto tématu do úložiště Wikimedia Commons |  |

|  |  | Hledat fotografie a kategorie ve Wikimedia Commons podle rejstříkového čísla památky | Nahrát snímek k tomuto tématu do úložiště Wikimedia Commons |  |

|  | Kategorie „Společenský dům (Terezín) “ na Wikimedia Commons | Hledat fotografie a kategorie ve Wikimedia Commons podle rejstříkového čísla památky | Nahrát snímek k tomuto tématu do úložiště Wikimedia Commons |  |

|  |  | Hledat fotografie a kategorie ve Wikimedia Commons podle rejstříkového čísla památky | Nahrát snímek k tomuto tématu do úložiště Wikimedia Commons |  |

|  | Kategorie „Důstojnický dům (Terezín) “ na Wikimedia Commons | Hledat fotografie a kategorie ve Wikimedia Commons podle rejstříkového čísla památky | Nahrát snímek k tomuto tématu do úložiště Wikimedia Commons |  |

|  |  | Hledat fotografie a kategorie ve Wikimedia Commons podle rejstříkového čísla památky | Nahrát snímek k tomuto tématu do úložiště Wikimedia Commons |  |

|  |  | Hledat fotografie a kategorie ve Wikimedia Commons podle rejstříkového čísla památky | Nahrát snímek k tomuto tématu do úložiště Wikimedia Commons |  |

|  |  | Hledat fotografie a kategorie ve Wikimedia Commons podle rejstříkového čísla památky | Nahrát snímek k tomuto tématu do úložiště Wikimedia Commons |  |

|  |  | Hledat fotografie a kategorie ve Wikimedia Commons podle rejstříkového čísla památky | Nahrát snímek k tomuto tématu do úložiště Wikimedia Commons |  |

|  |  | Hledat fotografie a kategorie ve Wikimedia Commons podle rejstříkového čísla památky | Nahrát snímek k tomuto tématu do úložiště Wikimedia Commons |  |

|  |  | Hledat fotografie a kategorie ve Wikimedia Commons podle rejstříkového čísla památky | Nahrát snímek k tomuto tématu do úložiště Wikimedia Commons |  |

|  |  | Hledat fotografie a kategorie ve Wikimedia Commons podle rejstříkového čísla památky | Nahrát snímek k tomuto tématu do úložiště Wikimedia Commons |  |

|  |  | Hledat fotografie a kategorie ve Wikimedia Commons podle rejstříkového čísla památky | Nahrát snímek k tomuto tématu do úložiště Wikimedia Commons |  |

|  |  | Hledat fotografie a kategorie ve Wikimedia Commons podle rejstříkového čísla památky | Nahrát snímek k tomuto tématu do úložiště Wikimedia Commons |  |

|  |  | Hledat fotografie a kategorie ve Wikimedia Commons podle rejstříkového čísla památky | Nahrát snímek k tomuto tématu do úložiště Wikimedia Commons |  |

|  |  | Hledat fotografie a kategorie ve Wikimedia Commons podle rejstříkového čísla památky | Nahrát snímek k tomuto tématu do úložiště Wikimedia Commons |  |

|  |  | Hledat fotografie a kategorie ve Wikimedia Commons podle rejstříkového čísla památky | Nahrát snímek k tomuto tématu do úložiště Wikimedia Commons |  |

|  | Kategorie „Magdeburská kasárna (Terezín) “ na Wikimedia Commons | Hledat fotografie a kategorie ve Wikimedia Commons podle rejstříkového čísla památky | Nahrát snímek k tomuto tématu do úložiště Wikimedia Commons |  |

|  | Kategorie „Proviantní sklad (Hannoverská kasárna) “ na Wikimedia Commons | Hledat fotografie a kategorie ve Wikimedia Commons podle rejstříkového čísla památky | Nahrát snímek k tomuto tématu do úložiště Wikimedia Commons |  |

|  |  | Hledat fotografie a kategorie ve Wikimedia Commons podle rejstříkového čísla památky | Nahrát snímek k tomuto tématu do úložiště Wikimedia Commons |  |

|  |  | Hledat fotografie a kategorie ve Wikimedia Commons podle rejstříkového čísla památky | Nahrát snímek k tomuto tématu do úložiště Wikimedia Commons |  |

|  |  | Hledat fotografie a kategorie ve Wikimedia Commons podle rejstříkového čísla památky | Nahrát snímek k tomuto tématu do úložiště Wikimedia Commons |  |

|  |  | Hledat fotografie a kategorie ve Wikimedia Commons podle rejstříkového čísla památky | Nahrát snímek k tomuto tématu do úložiště Wikimedia Commons |  |

|  |  | Hledat fotografie a kategorie ve Wikimedia Commons podle rejstříkového čísla památky | Nahrát snímek k tomuto tématu do úložiště Wikimedia Commons |  |

|  |  | Hledat fotografie a kategorie ve Wikimedia Commons podle rejstříkového čísla památky | Nahrát snímek k tomuto tématu do úložiště Wikimedia Commons |  |

|  |  | Hledat fotografie a kategorie ve Wikimedia Commons podle rejstříkového čísla památky | Nahrát snímek k tomuto tématu do úložiště Wikimedia Commons |  |

|  |  | Hledat fotografie a kategorie ve Wikimedia Commons podle rejstříkového čísla památky | Nahrát snímek k tomuto tématu do úložiště Wikimedia Commons |  |

|  |  | Hledat fotografie a kategorie ve Wikimedia Commons podle rejstříkového čísla památky | Nahrát snímek k tomuto tématu do úložiště Wikimedia Commons |  |

|  |  | Hledat fotografie a kategorie ve Wikimedia Commons podle rejstříkového čísla památky | Nahrát snímek k tomuto tématu do úložiště Wikimedia Commons |  |

|  |  | Hledat fotografie a kategorie ve Wikimedia Commons podle rejstříkového čísla památky | Nahrát snímek k tomuto tématu do úložiště Wikimedia Commons |  |

|  |  | Hledat fotografie a kategorie ve Wikimedia Commons podle rejstříkového čísla památky | Nahrát snímek k tomuto tématu do úložiště Wikimedia Commons |  |

|  |  | Hledat fotografie a kategorie ve Wikimedia Commons podle rejstříkového čísla památky | Nahrát snímek k tomuto tématu do úložiště Wikimedia Commons |  |

|  |  | Hledat fotografie a kategorie ve Wikimedia Commons podle rejstříkového čísla památky | Nahrát snímek k tomuto tématu do úložiště Wikimedia Commons |  |

|  |  | Hledat fotografie a kategorie ve Wikimedia Commons podle rejstříkového čísla památky | Nahrát snímek k tomuto tématu do úložiště Wikimedia Commons |  |

|  |  | Hledat fotografie a kategorie ve Wikimedia Commons podle rejstříkového čísla památky | Nahrát snímek k tomuto tématu do úložiště Wikimedia Commons |  |

|  |  | Hledat fotografie a kategorie ve Wikimedia Commons podle rejstříkového čísla památky | Nahrát snímek k tomuto tématu do úložiště Wikimedia Commons |  |

|  |  | Hledat fotografie a kategorie ve Wikimedia Commons podle rejstříkového čísla památky | Nahrát snímek k tomuto tématu do úložiště Wikimedia Commons |  |

|  |  | Hledat fotografie a kategorie ve Wikimedia Commons podle rejstříkového čísla památky | Nahrát snímek k tomuto tématu do úložiště Wikimedia Commons |  |

|  |  | Hledat fotografie a kategorie ve Wikimedia Commons podle rejstříkového čísla památky | Nahrát snímek k tomuto tématu do úložiště Wikimedia Commons |  |

|  |  | Hledat fotografie a kategorie ve Wikimedia Commons podle rejstříkového čísla památky | Nahrát snímek k tomuto tématu do úložiště Wikimedia Commons |  |

|  |  | Hledat fotografie a kategorie ve Wikimedia Commons podle rejstříkového čísla památky | Nahrát snímek k tomuto tématu do úložiště Wikimedia Commons |  |

|  |  | Hledat fotografie a kategorie ve Wikimedia Commons podle rejstříkového čísla památky | Nahrát snímek k tomuto tématu do úložiště Wikimedia Commons |  |

|  |  | Hledat fotografie a kategorie ve Wikimedia Commons podle rejstříkového čísla památky | Nahrát snímek k tomuto tématu do úložiště Wikimedia Commons |  |

|  |  | Hledat fotografie a kategorie ve Wikimedia Commons podle rejstříkového čísla památky | Nahrát snímek k tomuto tématu do úložiště Wikimedia Commons |  |

|  |  | Hledat fotografie a kategorie ve Wikimedia Commons podle rejstříkového čísla památky | Nahrát snímek k tomuto tématu do úložiště Wikimedia Commons |  |

|  |  | Hledat fotografie a kategorie ve Wikimedia Commons podle rejstříkového čísla památky | Nahrát snímek k tomuto tématu do úložiště Wikimedia Commons |  |

|  |  | Hledat fotografie a kategorie ve Wikimedia Commons podle rejstříkového čísla památky | Nahrát snímek k tomuto tématu do úložiště Wikimedia Commons |  |

|  |  | Hledat fotografie a kategorie ve Wikimedia Commons podle rejstříkového čísla památky | Nahrát snímek k tomuto tématu do úložiště Wikimedia Commons |  |

|  |  | Hledat fotografie a kategorie ve Wikimedia Commons podle rejstříkového čísla památky | Nahrát snímek k tomuto tématu do úložiště Wikimedia Commons |  |

|  |  | Hledat fotografie a kategorie ve Wikimedia Commons podle rejstříkového čísla památky | Nahrát snímek k tomuto tématu do úložiště Wikimedia Commons |  |

|  |  | Hledat fotografie a kategorie ve Wikimedia Commons podle rejstříkového čísla památky | Nahrát snímek k tomuto tématu do úložiště Wikimedia Commons |  |

|  |  | Hledat fotografie a kategorie ve Wikimedia Commons podle rejstříkového čísla památky | Nahrát snímek k tomuto tématu do úložiště Wikimedia Commons |  |

|  |  | Hledat fotografie a kategorie ve Wikimedia Commons podle rejstříkového čísla památky | Nahrát snímek k tomuto tématu do úložiště Wikimedia Commons |  |

|  |  | Hledat fotografie a kategorie ve Wikimedia Commons podle rejstříkového čísla památky | Nahrát snímek k tomuto tématu do úložiště Wikimedia Commons |  |

|  |  | Hledat fotografie a kategorie ve Wikimedia Commons podle rejstříkového čísla památky | Nahrát snímek k tomuto tématu do úložiště Wikimedia Commons |  |

|  |  | Hledat fotografie a kategorie ve Wikimedia Commons podle rejstříkového čísla památky | Nahrát snímek k tomuto tématu do úložiště Wikimedia Commons |  |

|  |  | Hledat fotografie a kategorie ve Wikimedia Commons podle rejstříkového čísla památky | Nahrát snímek k tomuto tématu do úložiště Wikimedia Commons |  |

|  |  | Hledat fotografie a kategorie ve Wikimedia Commons podle rejstříkového čísla památky | Nahrát snímek k tomuto tématu do úložiště Wikimedia Commons |  |

|  |  | Hledat fotografie a kategorie ve Wikimedia Commons podle rejstříkového čísla památky | Nahrát snímek k tomuto tématu do úložiště Wikimedia Commons |  |

|  |  | Hledat fotografie a kategorie ve Wikimedia Commons podle rejstříkového čísla památky | Nahrát snímek k tomuto tématu do úložiště Wikimedia Commons |  |

|  |  | Hledat fotografie a kategorie ve Wikimedia Commons podle rejstříkového čísla památky | Nahrát snímek k tomuto tématu do úložiště Wikimedia Commons |  |

|  |  | Hledat fotografie a kategorie ve Wikimedia Commons podle rejstříkového čísla památky | Nahrát snímek k tomuto tématu do úložiště Wikimedia Commons |  |

|  |  | Hledat fotografie a kategorie ve Wikimedia Commons podle rejstříkového čísla památky | Nahrát snímek k tomuto tématu do úložiště Wikimedia Commons |  |

|  |  | Hledat fotografie a kategorie ve Wikimedia Commons podle rejstříkového čísla památky | Nahrát snímek k tomuto tématu do úložiště Wikimedia Commons |  |

|  |  | Hledat fotografie a kategorie ve Wikimedia Commons podle rejstříkového čísla památky | Nahrát snímek k tomuto tématu do úložiště Wikimedia Commons |  |

|  |  | Hledat fotografie a kategorie ve Wikimedia Commons podle rejstříkového čísla památky | Nahrát snímek k tomuto tématu do úložiště Wikimedia Commons |  |

|  |  | Hledat fotografie a kategorie ve Wikimedia Commons podle rejstříkového čísla památky | Nahrát snímek k tomuto tématu do úložiště Wikimedia Commons |  |

|  |  | Hledat fotografie a kategorie ve Wikimedia Commons podle rejstříkového čísla památky | Nahrát snímek k tomuto tématu do úložiště Wikimedia Commons |  |

|  |  | Hledat fotografie a kategorie ve Wikimedia Commons podle rejstříkového čísla památky | Nahrát snímek k tomuto tématu do úložiště Wikimedia Commons |  |

|  |  | Hledat fotografie a kategorie ve Wikimedia Commons podle rejstříkového čísla památky | Nahrát snímek k tomuto tématu do úložiště Wikimedia Commons |  |

|  |  | Hledat fotografie a kategorie ve Wikimedia Commons podle rejstříkového čísla památky | Nahrát snímek k tomuto tématu do úložiště Wikimedia Commons |  |

|  |  | Hledat fotografie a kategorie ve Wikimedia Commons podle rejstříkového čísla památky | Nahrát snímek k tomuto tématu do úložiště Wikimedia Commons |  |

|  |  | Hledat fotografie a kategorie ve Wikimedia Commons podle rejstříkového čísla památky | Nahrát snímek k tomuto tématu do úložiště Wikimedia Commons |  |

|  | Kategorie „Wieserův dům (Terezín) “ na Wikimedia Commons | Hledat fotografie a kategorie ve Wikimedia Commons podle rejstříkového čísla památky | Nahrát snímek k tomuto tématu do úložiště Wikimedia Commons |  |

|  |  | Hledat fotografie a kategorie ve Wikimedia Commons podle rejstříkového čísla památky | Nahrát snímek k tomuto tématu do úložiště Wikimedia Commons |  |

|  |  | Hledat fotografie a kategorie ve Wikimedia Commons podle rejstříkového čísla památky | Nahrát snímek k tomuto tématu do úložiště Wikimedia Commons |  |

|  |  | Hledat fotografie a kategorie ve Wikimedia Commons podle rejstříkového čísla památky | Nahrát snímek k tomuto tématu do úložiště Wikimedia Commons |  |

|  |  | Hledat fotografie a kategorie ve Wikimedia Commons podle rejstříkového čísla památky | Nahrát snímek k tomuto tématu do úložiště Wikimedia Commons |  |

|  |  | Hledat fotografie a kategorie ve Wikimedia Commons podle rejstříkového čísla památky | Nahrát snímek k tomuto tématu do úložiště Wikimedia Commons |  |

|  | Kategorie „Žižkova 159 “ na Wikimedia Commons | Hledat fotografie a kategorie ve Wikimedia Commons podle rejstříkového čísla památky | Nahrát snímek k tomuto tématu do úložiště Wikimedia Commons |  |

|  |  | Hledat fotografie a kategorie ve Wikimedia Commons podle rejstříkového čísla památky | Nahrát snímek k tomuto tématu do úložiště Wikimedia Commons |  |

|  |  | Hledat fotografie a kategorie ve Wikimedia Commons podle rejstříkového čísla památky | Nahrát snímek k tomuto tématu do úložiště Wikimedia Commons |  |

|  | Kategorie „Posádkový žitný mlýn (Terezín) “ na Wikimedia Commons | Hledat fotografie a kategorie ve Wikimedia Commons podle rejstříkového čísla památky | Nahrát snímek k tomuto tématu do úložiště Wikimedia Commons |  |

### Na Krétě-východ
| Památka                               | Fotografie        | Rejstříkové číslo v ÚSKP                                                             | Sídelní útvar                                               | Poloha                                                                 | Popis a poznámky                                                         |
| ------------------------------------- | ----------------- | ------------------------------------------------------------------------------------ | ----------------------------------------------------------- | ---------------------------------------------------------------------- | ------------------------------------------------------------------------ |
| Hřbitov sovětských vojáků (Q38148154) | \| \| \| \| \| \| | 42864/5-5001 Pam. katalog MIS                                                        | Terezín                                                     | u ul. Městský hřbitov, parc. 744/7 50°30′9,11″ s. š., 14°9′0,18″ v. d. | Hřbitov sovětských vojáků · Zapsáno do státního seznamu před rokem 1988. |
|                                       |                   | Hledat fotografie a kategorie ve Wikimedia Commons podle rejstříkového čísla památky | Nahrát snímek k tomuto tématu do úložiště Wikimedia Commons |                                                                        |                                                                          |

### Bohušovická kotlina
|  | Kategorie „Terezín cemetery “ na Wikimedia Commons | Hledat fotografie a kategorie ve Wikimedia Commons podle rejstříkového čísla památky | Nahrát snímek k tomuto tématu do úložiště Wikimedia Commons |  |

|  | Kategorie „Crematorium in Terezín cemetery “ na Wikimedia Commons | Hledat fotografie a kategorie ve Wikimedia Commons podle rejstříkového čísla památky | Nahrát snímek k tomuto tématu do úložiště Wikimedia Commons |  |

### Litoměřická kotlina
| Památka                             | Fotografie                                                                  | Rejstříkové číslo v ÚSKP                                                             | Sídelní útvar                                               | Poloha                                                                           | Popis a poznámky                                                       |
| ----------------------------------- | --------------------------------------------------------------------------- | ------------------------------------------------------------------------------------ | ----------------------------------------------------------- | -------------------------------------------------------------------------------- | ---------------------------------------------------------------------- |
| Památník – pietní místo (Q38148144) | \| \| \| \| \| \|                                                           | 86715/5-5002 Pam. katalog MIS                                                        | Terezín                                                     | levý břeh Ohře severně od města, parc. 667/2 50°31′6,85″ s. š., 14°9′9,03″ v. d. | Památník - pietní místo · Zapsáno do státního seznamu před rokem 1988. |
|                                     | Kategorie „Memorial site by the Ohře river (Terezín) “ na Wikimedia Commons | Hledat fotografie a kategorie ve Wikimedia Commons podle rejstříkového čísla památky | Nahrát snímek k tomuto tématu do úložiště Wikimedia Commons |                                                                                  |                                                                        |

### U Malé pevnosti
|  | Kategorie „Posádkový pšeničný mlýn (Terezín) “ na Wikimedia Commons | Hledat fotografie a kategorie ve Wikimedia Commons podle rejstříkového čísla památky | Nahrát snímek k tomuto tématu do úložiště Wikimedia Commons |  |

|  | Kategorie „House of weir manager in Terezín “ na Wikimedia Commons | Hledat fotografie a kategorie ve Wikimedia Commons podle rejstříkového čísla památky | Nahrát snímek k tomuto tématu do úložiště Wikimedia Commons |  |

### Malá pevnost
| Památka                                    | Fotografie                                                 | Rejstříkové číslo v ÚSKP                                                             | Sídelní útvar                                               | Poloha                                                              | Popis a poznámky |
| ------------------------------------------ | ---------------------------------------------------------- | ------------------------------------------------------------------------------------ | ----------------------------------------------------------- | ------------------------------------------------------------------- | --- |
| Malá pevnost a Národní hřbitov (Q34055632) | \| \| \| \| \| \|                                          | 11773/5-4 Pam. katalog MIS                                                           | Terezín                                                     | Principova alej 304, 305, 306 50°30′52,24″ s. š., 14°9′56,73″ v. d. | Malá pevnost a Národní hřbitov: - Stará Ohře, parc. 329/1–329/6 - Principova alej, parc. 330, 331 - Národní hřbitov, parc. 332 - opevnění Malé pevnosti, parc. 333, 335, 336, 337, 338, 344, 345, 346, 347, 348, 349, 354 - opevnění Malé pevnosti - šíp, (Trávčická kotlina), parc. 369–375 - mostek, popraviště, most II, parc. 334 - I. dvůr, parc. 336, 339, 343 - tzv. přijímací dvůr, parc. 339 - zeď, parc. 337 - kasárna čp. 304, parc. 340 - hospodářská budova čp. 305, parc. 341 - dvůr kasáren, parc. 342 - bazén, parc. 343 - IV. dvůr, parc. 343, 345 - most I., objekt vstupní brány, parc. 349 - III. dvůr (ženský), parc. 349, 350 - II. dvůr (dílenský), parc. 350 - areál panského domu čp. 306, parc. 351, 352 - hlavní nádvoří, parc. 353 - komunikace, parc. 386/1 a 399 · Poznámka: národní kulturní památka (kromě komunikace na parc. 386/1 a 399) · Zapsáno do státního seznamu před rokem 1988. |
|                                            | Kategorie „Small fortress (Terezín) “ na Wikimedia Commons | Hledat fotografie a kategorie ve Wikimedia Commons podle rejstříkového čísla památky | Nahrát snímek k tomuto tématu do úložiště Wikimedia Commons |                                                                     | |

## České Kopisty
| Památka                    | Fotografie        | Rejstříkové číslo v ÚSKP                                                             | Sídelní útvar                                               | Poloha                                                | Popis a poznámky |
| -------------------------- | ----------------- | ------------------------------------------------------------------------------------ | ----------------------------------------------------------- | ----------------------------------------------------- | --- |
| Usedlost čp. 5 (Q31493621) | \| \| \| \| \| \| | 102691 Pam. katalog MIS                                                              | České Kopisty                                               | České Kopisty 5 50°31′29,74″ s. š., 14°10′0,17″ v. d. | Venkovská usedlost: dům čp. 5, chlév, stáje, brána, bez stodoly a přístavku, ohradní zeď. Poznámka: Svobodný statek na soutoku, o.p.s. Památkově chráněno od 28. prosince 2007. |
|                            |                   | Hledat fotografie a kategorie ve Wikimedia Commons podle rejstříkového čísla památky | Nahrát snímek k tomuto tématu do úložiště Wikimedia Commons |                                                       | |

## Nové Kopisty
| Památka                    | Fotografie        | Rejstříkové číslo v ÚSKP                                                             | Sídelní útvar                                               | Poloha                                              | Popis a poznámky                                                                                           |
| -------------------------- | ----------------- | ------------------------------------------------------------------------------------ | ----------------------------------------------------------- | --------------------------------------------------- | --- |
| Usedlost čp. 6 (Q31148412) | \| \| \| \| \| \| | 43127/5-4602 Pam. katalog MIS                                                        | Nové Kopisty                                                | Nové Kopisty 6 50°30′13,2″ s. š., 14°6′56,45″ v. d. | Venkovská usedlost: dům čp. 6, chlévy, ohradní zeď s branou · Zapsáno do státního seznamu před rokem 1988. |
|                            |                   | Hledat fotografie a kategorie ve Wikimedia Commons podle rejstříkového čísla památky | Nahrát snímek k tomuto tématu do úložiště Wikimedia Commons |                                                     | |

## Počaply
|  | Kategorie „Church of Saint Adalbert of Prague (Počaply) “ na Wikimedia Commons | Hledat fotografie a kategorie ve Wikimedia Commons podle rejstříkového čísla památky | Nahrát snímek k tomuto tématu do úložiště Wikimedia Commons |  |

|  |  | Hledat fotografie a kategorie ve Wikimedia Commons podle rejstříkového čísla památky | Nahrát snímek k tomuto tématu do úložiště Wikimedia Commons |  |